# Verizon Wireless
Verizon Wireless, é uma operadora de telemóveis existente nos Estados Unidos criada em 2000. É a maior operadora de telemóveis nos Estados Unidos, com base de clientes de 92 milhões de clientes. Com base em receitas, a Verizon Wireless é a maior empresa Americana e a maior operadora de dados sem fios, com uma receita anual de US $43,9 mil milhões. Com sede em Basking Ridge, Nova Jersey, a empresa é uma joint venture de Verizon Communications e Grupo Vodafone, com uma participação de 55% e 45% respectivamente. A sua rede cobre uma população conjunta de cerca de 260 milhões nos Estados Unidos. Resultou de uma junção de várias operadoras móveis entre elas a Bell Atlantic Mobile, AirTouch Communications, Claro Puerto Rico e GTE Wireless. Utiliza a tecnologia móvel CDMA2000 1x.
Em 5 de Junho de 2008, a Verizon Wireless anunciou que irá adquirir a operadora rural Alltel Wireless em um negócio avaliado em US $28.1 mil milhões. Com esta fusão, Verizon Wireless terá cerca de 80 milhões de clientes, tornando-a a maior operadora da nação. Tal permitirá também à Verizon se tornar a décima maior operadora no mundo. A rede conjunta irá também abranger cerca de 290 milhões de pessoas, tornando-se a maior rede do país em área.

## Escândalo da Colaboração com aNSA
Em 5 de junho de 2013 o jornal The Guardian revelou a colaboração da Verizon nos programas de Vigilância revelados por Edward Snowden.
Foi revelado também que o MAINWAY é um banco de dados mantido pela NSA que contém metadados para milhões de chamadas telefônicas feitas através dos quatro maiores operadoras de telefonia nos Estados Unidos: AT&T,ABC, BellSouth (as três agora chamadas AT&T e Verizon.
De acordo com as revelações, em janeiro de 2013 apenas, a NSA tinha recolhido 2,3 bilhões de dados de usuários brasileiros.
.

## Ver Também
- PRISM
- Revelações da Vigilância global (1970–2013)
- Vigilância de Computadores e Redes